# Незадачливые похитители
«Незадачливые похитители» — советский фильм 1971 года снятый на киностудии «Грузия-фильм» режиссёром Лейлой Горделадзе.

## Сюжет
Лирическая история похищения девушки…
Молодой путевой обходчик Дато влюблен в медсестру Тамрико, но настолько нерешителен и робок, что не может познакомитьсся с ней. Набравшись смелости и всё-таки познакомившись с девушкой Дато узнаёт, что она скоро должна выйти замуж. И тут робкий Дато совершает неожиданный даже для себя поступок — вместе с другом Гиглой он решает похитить Тамрико и увезти её к своей бабушке Генриетте, представив там девушку как невесту. Они сажают девушку в ГАЗ-67 и их путь начинается… В погоню за ними пускаются родители девушки. В итоге в доме бабушки Тамрико, ближе узнав Дато, представляет его своим родителям как жениха.

## В ролях
- Хатуна Котрикадзе — Тамрико
- Гия Авалишвили — Дато
- Гия Перадзе — Гигла
- Вахтанг Кухианидзе — Нико
- Генриетта Лежава — Генриетта
- Василий Кахниашвили — Валико
- Лейла Дзиграшвили — мать Тамрико
- Шота Даушвили — отец Тамрико
- и другие

## Съёмки
Место съёмок — город Поти и район Самегрело.
Одна из всего трёх ролей — и самая заметная — актрисы Хатуны Котрикадзе, дочь нападающего тбилисского «Динамо» Александра Котриказде, она мечтала сниматься в кино, в 15 лет дебютировала на экране, а в 17 лет была выдана замуж за вратаря тбилисского «Динамо» Давида Гогию, и муж, сильно ревнуя её, запретил ей сниматься в кино и даже давать интервью.